# 禮門溪
禮門溪，位於台灣北部，屬於淡水河水系，為基隆河的支流，河長約1.8公里，流域面積約0.77平方公里，分佈於新北市汐止區基隆河南岸市中心區一帶，發源於慈航堂東南方山麓，向西北流經秀峰高中、汐止公園，於忠順廟附近注入基隆河。